# Hallenstadion

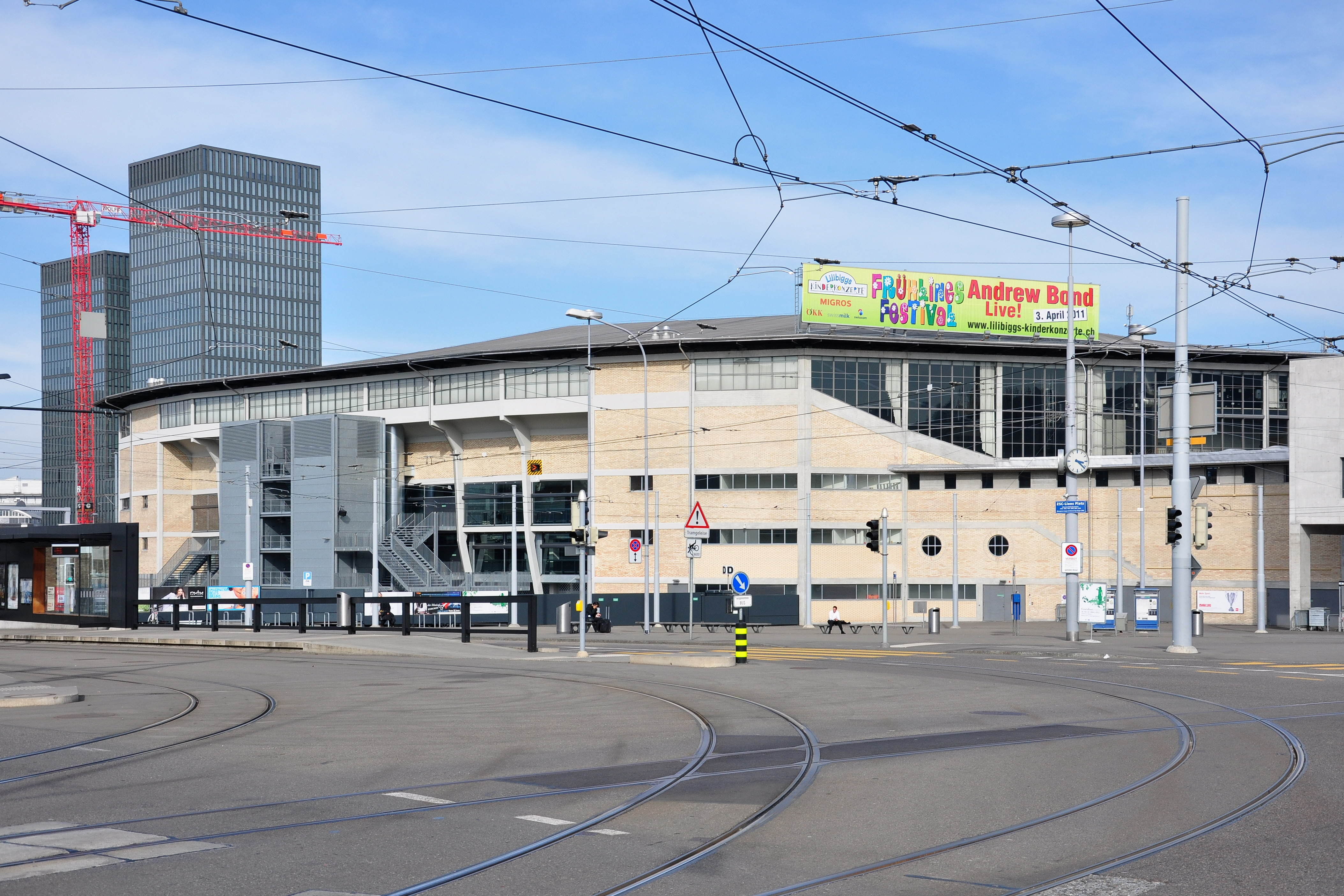
O Hallenstadon.

O Hallenstadion é uma arena multi-uso localizada na cidade de Zurique, na Suíça, que suporta 13.000 pessoas.
O local foi projetado por Bruno Giacometti e abriu em 1939, passando por uma reforma em 2005. A Arena é um dos centros esportivos mais populares do país, tendo sediado o Campeonato Mundial de Hóquei no Gelo em 1998, o Campeonato Europeu de Handebol Masculino em 2006, e o Campeonato Mundial de Hóquei no Gelo Feminino em 2011, além de muitos outros eventos. A Arena também é muito usada para concertos, tendo recebido bandas como AC/DC, KISS, Bob Marley Nightwish, Coldplay, Shakira, Adele, Britney Spears, Kylie Minogue, Lady GaGa entre outras.
1. ↑  «Six Days». Consultado em 14 de junho de 2012. Arquivado do original em 7 de julho de 2011
2. ↑  «Euro 06». Consultado em 14 de junho de 2012. Arquivado do original em 14 de março de 2007
3. ↑  Fifa
4. ↑  «Musik - Wie Bob Marley die Zürcher Opernhauskrawalle aufmischte». Schweizer Radio und Fernsehen (SRF) (em alemão). 30 de maio de 2016. Consultado em 10 de agosto de 2024

## Ligações extrernas
- Página oficial